# Carlos Fermin Fitzcarrald (tỉnh)
Tỉnh Carlos Fermin Fitzcarrald (tiếng Tây Ban Nha: Provincia de Carlos Fermin Fitzcarrald) là một tỉnh thuộc vùng Ancash của Peru. Tỉnh Carlos Fermin Fitzcarrald có diện tích 624 kilômét vuông, dân số thời điểm theo điều tra dân số ngày 11 tháng 7 năm 1993 là 21026 người. Tỉnh lỵ đóng ở San Luis.